# Notisis charcoti
Notisis charcoti is een zachte koraalsoort uit de familie Isididae. De koraalsoort komt uit het geslacht Notisis. Notisis charcoti werd in 1998 voor het eerst wetenschappelijk beschreven door Alderslade. 